# Rheinhafen Germersheim
Der Rheinhafen Germersheim befindet sich etwa 4 km nördlich der Kreisstadt Germersheim, Rheinland-Pfalz und liegt orographisch links bei Rheinkilometer 385,35.
Schon vor 1939 wurde dort Kies gebaggert. In den 1960er Jahren wurde von der Stadt Germersheim beschlossen an dieser Stelle einen Binnenhafen zu errichten.

## Daten
Die Wasserfläche beträgt 59 ha und die Uferlänge rund 5 km. Die Anbindung an das Autobahnnetz erfolgt über die Bundesstraßen B 9 und B 35. Unmittelbar am Hafengelände liegen große freie Industrieflächen. Zu den Überseehäfen Rotterdam und Antwerpen bestehen planmäßige Schiffs- und Bahnverbindungen.
Der Hafen mit einer Fläche von 85 ha ist mit vier Containerbrücken bis 67 t Hubkraft und fünf Krananlagen mit bis zu 35 Tonnen Hubkraft ausgerüstet. Die Kailänge beträgt 985 m. Über das 3,2 km lange Hafengleis verkehren jährlich rund 26.000 Eisenbahnwaggons zwischen dem Hafen und dem Bahnhof Germersheim. Ungefähr 1000 Containerschiffe fahren im Jahr den Hafen an. Für die Lagerung stehen große Freiflächen, Silos und Lagerhallen zur Verfügung.

## Umschlagsbetriebe
Am Nordufer verlädt die Freyer-Hafenlogistik Massen- und Stückgüter. Dafür sind drei Krananlagen mit bis zu 50 Tonnen Tragkraft und mehrere Radlader vorhanden. Rheinkies, Sand, Splitt Bims, Holz und Schrott können auf der 90.000 m² großen Freifläche gelagert werden. Für Düngemittel und Getreide stehen Silos mit total 7500 t Fassungsvermögen sowie Hallen bereit.
Betreiber des Containerterminals ist der Hafenbetreiber DP World mit Sitz in Dubai. Mehrmals wöchentlich werden fahrplanmäßige Schiffsverbindungen zu den Seehäfen Rotterdam und Antwerpen angeboten. Nach Rotterdam bestehen zusätzlich Schiffsverbindungen. Ebenfalls in Germersheim ansässig ist die ebenfalls zu DP World gehörende Reederei Götz.

## Weitere Nutzer des Hafens
Neben der gewerblichen Großschifffahrt und der Station der Wasserschutzpolizei Rheinland-Pfalz befinden sich direkt am Hafen auch mehrere Einrichtungen der Freizeitschifffahrt. Es sind der Motoryachtclub Germersheim und der Motorboot Sportverein Germersheim mit eigenen Steganlagen und Vereinsheimen ansässig.